# Dean Malenko
Dean Simon (Irvington, Nueva Jersey, 4 de agosto de 1960) es un luchador profesional retirado estadounidense, más conocido por su nombre en el ring Dean Malenko. Actualmente trabaja para All Elite Wrestling como productor. Malenko es conocido por su paso en la Extreme Championship Wrestling (ECW), New Japan Pro-Wrestling (NJPW), World Championship Wrestling (WCW) y World Wrestling Federation (WWF). En la WWF, Malenko fue 2 veces Campeón de Pesos Ligeros, en la WCW fue una vez Campeón de los Estados Unidos, 4 veces Campeón Crucero y una vez Campeón Mundial en parejas con Chris Benoit, y en la ECW, Malenko fue dos veces Campeón Mundial de la Televisión, y una vez Campeón Mundial en Parejas de la ECW con Chris Benoit.

## Vida personal
Malenko es judío. El 31 de marzo de 1996, Dean se casó con Julie Hittinger. Tuvieron dos hijos, una niña llamada Larrisa (nacida el 25 de diciembre de 1997), y un hijo llamado Preston Dean (nacido en abril de 2002). En 2010 se reportó que habría sufrido un ataque cardíaco, pero luego se le vio trabajando normalmente en la WWE. El exluchador también convive con la Enfermedad de Parkinson siendo esta la razón de su retiro.

## Carrera

### Inicios
Malenko nació en una familia de luchadores, su padre Boris Malenko fue una figura influyente para Dean. Luchó en México y Japón junto con su hermano Joe desde 1988 hasta 1992, cuando su hermano se retiró. El 24 de enero de 1992, Malenko derrotó a «The Superstar» por el Campeonato Sureño de la Suncoast Pro Wrestling en Palmetto, Florida. Posteriormente venció a Jimmy Backlund por el Campeonato del Peso Ligero de la ICWA el 12 de marzo de 1994, en Tampa.

### New Japan Pro-Wrestling (1989-1994)
El 7 de julio de 1989, hizo su debut en la New Japan Pro-Wrestling junto con su hermano Joe en el evento Summer Action Series Tour derrotando a Tom Zenk y Jim Brunzell. Luego el 11 de julio en el evento AJPW perdería frente a Joe Malenko, reteniendo así Joe el Campeonato Pesado Junior de la AJPW.

### Extreme Championship Wrestling (1994-1995)

#### 1994-1995
El 27 de agosto, debutó en la Eastern Championship Wrestling como un participante de un torneo por el Campeonato Mundial Peso Pesado de la NWA. En dicho torneo, derrotó a Osamu Nishimura en los cuartos de final antes de ser eliminado por Shane Douglas en las semifinales. Posteriormente, la promoción fue renombrada como Extreme Championship Wrestling y, como consecuencia, el título fue renombrado Campeonato Mundial de la ECW. Tras esto, Malenko comenzó a ser conocido como «The Shooter» y adoptó un gimmick similar al del luchador de la Ultimate Fighting Championship Royce Gracie. El 4 de noviembre de 1994, derrotó a 2 Cold Scorpio obteniendo el Campeonato Mundial de la Televisión.
A principios de 1995, Malenko formó un stable llamada Triple Threat con Chris Benoit y Shane Douglas. El 25 de febrero, Benoit y Malenko derrotaron a Sabu y a Tazmaniac ganando el Campeonato Mundial en Parejas de la ECW. Un mes más tarde, perdió el Campeonato Mundial de la Televisión frente a 2 Cold Scorpio. El 8 de abril Malenko y Chris Benoit perdieron los Campeonatos en Parejas de la ECW frente a The Public Enemy (Johnny Grunge y Rocco Rock).
En el verano de 1995, Malenko empezó un feudo con Eddie Guerrero, culminando el 21 de julio, cuando Malenko derrotó a Guerrero ganando su segundo Campeonato Mundial de la Televisión. Una semana más tarde, Malenko perdió el campeonato frente a Guerrero. Posteriormente la WCW le ofreció un contrato a Malenko y Eddie Guerrero. Su última lucha en ECW fue una two out of three falls contra Eddie Guerrero el 26 de agosto. Esta fue su última lucha de los dos en ECW.

### World Championship Wrestling (1995-2000)

#### 1995-1996
En septiembre de 1995, Malenko y Benoit empezaron a trabajar en la WCW, donde continuó siendo heel. Malenko fue conocido como «The Iceman» debido a su frialdad, calculando su comportamiento y también por su apodo «The Man of 1,000 Holds». El 2 de mayo de 1996 Malenko derrotó a Shinjiro Otani ganando el Campeonato Crucero de la WCW en Orlando. Retuvo el título por 2 meses, haciendo numerosas defensas contra Brad Armstrong, Rey Mysterio Jr. y Disco Inferno después perdió el campeonato frente a Rey Mysterio Jr. el 8 de julio de 1996 en la WCW Monday Nitro. Derrotó Mysterio Jr. ganando su Campeonato Peso Crucero de la WCW en Halloween Havoc 1996.
Después de su exitosa victoria frente Psychosis en World War 3 1996, perdió el Campeonato Crucero de la WCW frente a Ultimate Dragon en Starrcade 1996 donde también estuvo en juego Dragón's J-Crown Championship. Malenko derrotó a Dragón en Clash of Champions ganando su tercer Campeonato Crucero. Malenko perdió el título un mes después, esta vez frente a Syxx en SuperBrawl VII.

#### 1997-1998
En la Uncensored 1997, derrotó a Eddie Guerrero ganando el Campeonato Peso Pesados de los Estados Unidos. Después de eso Malenko, él giró a face y comenzó un feudo con los miembros de Four Horsemen. En el Spring Stampede, defendió su Campeonato de los Estados Unidos con Chris Benoit (miembro de Four Horsemen) en una lucha sin resultado. Después de la lucha terminó su feudo, y Malenko empezó un feudo con otro miembro de los Four Horsemen Jeff Jarrett. Después de una exitosa defensa por el Campeonato de los Estados Unidos en el Slamboree, Malenko perdió el campeonato frente a Jarrett el 9 de junio en una edición de Nitro después de eso Eddie Guerrero interfirió convirtiéndose en heel. Malenko eventualmente se alió con Jarrett enfrentándose a Benoit y Steve McMichael en una elimination tag team match en el Road Wild, donde Benoit y McMichael ganaron, poco después, Jarrett y Malenko se separaron. En Fall Brawl: WarGames, perdió contra Jarret.
En el World War 3 1997, Malenko participó en una 60-man, three-ring battle royal ganando Scott Hall. Luego en la Starrcade 1997, retó a Eddie Guerrero por el Campeonato Crucero. A mediados de 1998, tuvo un feudo con Chris Jericho. Los dos se enfrentaron en el Uncensored 1998 por el Campeonato Crucero. Malenko perdió la lucha después de que Jericho le aplicara su "Liontamer" y lo forzara a rendirse. Gene Okerlund confrontó a Malenko después de la lucha, luego de eso ya no se lo volvió a ver durante dos meses a Malenko en la WCW.
En el Slamboree 1998, Jericho participó en la Battle Royal por una chance por el Campeonato Crucero. El luchador enmascarado Cíclope sorpresivamente ganó. Cuando él se quitó la máscara, reveló al mismo Dean Malenko. Utilizó su chance por el campeonato esa misma noche, derrotando a Jericho ganando el Campeonato Crucero. Luego fue despojado del campeonato. En The Great American Bash 1998, Malenko y Jericho se enfrentaron por la vacante del Campeonato Crucero. Malenko perdió vía descalificación, convirtiéndose Jericho en campeón. En la Bash at the Beach 1998, interfirió en la pelea de Jericho contra Rey Mysterio ayudando a Mysterio a ganar el Campeonato Crucero. Malenko fue despedido, Malenko regreso en Road Wild 1998 como un árbitro especial durante una pelea de Jericho contra Juventud Guerrera. Juventud ganó la pelea y el Campeonato Crucero.

#### 1999-2000
En septiembre de 1998, Malenko formó parte de lo que sería la última generación de los Four Horsemen de Ric Flair. Ellos tuvieron un feudo con la nWo, especialmente con Eric Bischoff. Malenko y Benoit lucharon contra los West Texas Rednecks (Curt Hennig y Barry Windham) durante ese período. En el SuperBrawl IX, perdieron frente a los Rednecks en la final de un torneo por la vacante del Campeonato Mundial en Parejas. En el Uncensored 1999, derrotaron a los Rednecks en una lumberjack match ganando el Campeonato Mundial en Parejas. Dos semanas más tarde, perdieron los campeonatos frente a Rey Mysterio y Billy Kidman.
Después los the Horsemen se separaron en mayo de 1999 debido al abuso de poder de Ric Flair, Malenko se alió con Shane Douglas, y formaron The Revolution, en julio de 1999. Ellos tuvieron un feudo con David Flair, Diamond Dallas Page y Chris Kanyon. En Bash at the Beach 1999, Malenko perdió frente a David por el Campeonato de los Estados Unidos. Ellos lucharon durante todo el año contra parejas como West Texas Rednecks, First Family, Filthy Animals y Varsity Club. Su última lucha en la WCW fue una "catch-as-catch-can" match contra Billy Kidman en Souled Out. Perdió la lucha y luego de eso firmó un contrato con la WWF.

### World Wrestling Federation (2000-2001)

#### 2000
Malenko debutó en la WWF el 31 de enero en una edición del Raw Is War. Malenko apareció como parte de uno los Radicalz, Chris Benoit, Perry Saturn y Eddie Guerrero. El 13 de marzo derrotó a Essa Ríos ganando el Campeonato Peso Ligeros. En abril, Malenko tuvo feudo con Scotty Too Hotty quien se convirtió en su principal retador a su Campeonato. Malenko perdió el campeonato frente a Scotty el 17 de abril en una edición de Raw Is War. El 27 de abril, ganó su segundo Campeonato Peso Ligeros derrotando a Scotty el 27 de abril en una edición del SmackDown! Luego en el Backlash, Malenko retuvo el Campeonato de los Pesos Ligeros frente a Scotty Too Hotty.
Luego tuvo un feudo con Eddie Guerrero y Perry Saturn para saber quien tendría una cita con Chyna. Este feudo los llevó a pelear en una triple threat match en Judgment Day donde Guerrero retuvo el Campeonato Europeo de la WWF. Después de esa lucha ya no se lo volvió a ver en la televisión, Malenko regresó como un integrante de los Radicalz con Benoit, Guerrero y Perry Saturn. Durante ese tiempo fue conocido como «Double Ho Seven», una parodia del personaje ficticio James Bond. El gimmick nació en una lucha contra The Godfather, quien le ofreció ser escolta de sus mujeres, A condición de que Malenko se retirara. Malenko aceptó la oferta. Como Double Ho Seven, Malenko compitió por el amor de Lita. Malenko le ofreció a Lita una pelea por su Campeonato de los Pesos Ligeros, con la condición de que si perdía ella saldría con Malenko. Lita aceptó la oferta de Malenko, pero ella perdió la pelea después de que él le aplicara una Cloverleaf.

#### 2001
Malenko empezó un feudo con los Hardy Boyz y Lita a principios de 2001, que culminó en una pelea con Lita donde terminó perdiendo él (con la ayuda de Matt Hardy) el 19 de febrero en una edición de Raw Is War.
También tuvo un breve feudo con Jacqueline e Ivory, que estaban hastiados por su lascivo maneras. Posteriormente feudo por el título de Crash Holly que se inició después de que Holly interferiera en la pelea de Malenko, contra Jacqueline e Ivory, cuya interferencia hizo que perdiera el combate.
Tras un reinado de casi 12 meses con el Campeonato peso ligero, perdería el título frente a Crash Holly el 18 de marzo en una edición de Sunday Night HEAT.
Después de un tiempo Benoit y Guerrero se alejaron de The Radicalz, luego quedaban Malenko y Saturn como los únicos miembros de The Radicalz unas semanas antes de desaparecer en silencio frente a la televisión en la Ivasion WCW/ECW esta storyline comenzó el verano del 2001.

### Retiro y apariciones especiales
Malenko luchó por última vez en 4.º Show Memorial de Brian Pillman en agosto de 2001. Haciendo equipo con su gran amigo, Perry Saturn derrotando a Raven y Justin Credible. Malenko reapareció después de un largo tiempo junto con otras leyendas durante una edición de WWE Homecoming el 3 de octubre de 2005. Malenko hizo una aparición especial en la edición del 14 de noviembre en una edición de Raw en el episodio de homenaje a Eddie Guerrero que falleció el 13 de noviembre de 2005. Luego Malenko hizo otra aparición el 14 de noviembre de 2005 en otra edición de Raw con su gran amigo Chris Benoit, hablando sobre Eddie y los grandes momentos que tuvieron juntos. Luego en SmackDown!, Malenko apareció otra vez con Chris Benoit y Triple H, abrazándose los tres. Después del Royal Rumble 2006, salió a felicitar Rey Mysterio por su victoria. En Vengeance 2007, el apareció en un segmento mirando la pelea de Chavo Guerrero contra Jimmy Wang Yang. Al día siguiente, en el episodio en memoria de Chris Benoit en Monday Night Raw, él habló acerca de la vida de Chris Benoit. Malenko lamentó que sus dos más grandes amigos se hayan ido y luego dijo la siguiente frase: 

"Eddie y Chris están muertos, pero ahora me siento feliz porque ahora los dos están juntos de vuelta".

 Dean realizó una aparición el 31 de marzo de 2008 en una edición de Raw como miembro de los The Four Horsemen y otras Superestrellas de la WWE en la despedida a Ric Flair. Malenko fue visto el 19 de agosto en una edición de ECW on SciFi después de la pelea entre Finlay y Mike Knox, Malenko salió a ayudar al árbitro que salió herido por la pelea. Malenko también apareció el 12 de diciembre en una edición de SmackDown! cuando se enfrentaban Triple H y Jeff Hardy, él apareció a separarlos. Malenko apareció el 2 de febrero de 2009 en una edición de Raw rescatando del ataque de Randy Orton, Ted DiBiase, Jr. y Cody Rhodes a Shane y Stephanie McMahon.
El 26 de abril de 2019, Malenko y WWE terminaron su relación de trabajo. Esto ocurrió después de que Malenko fuera un agente de su carrera para ellos durante los 18 años anteriores. Pro Wrestling Insider informaría más tarde que no había hecho nada malo, la WWE estaba en el proceso de despedir a algunos de los agentes más antiguos, debido a los recientes fichajes de varios agentes nuevos.

## En lucha
- Movimientos finales
  - Texas Cloverleaf[1][82] (Cloverleaf) algunas veces precedido por un double underhook powerbomb[83]

- Movimientos de firma
  - Backbreaker[84]
  - Sitout double underhook powerbomb
  - Brainbuster[1]
  - Catapult[83][85]
  - Cross armbar[85][86]
  - Dropkick[1][83][85] (usualmente hacia la rodilla)
  - Drop toehold[82][83][84][85][86]
  - Double leg takedown[82][87]
  - Figure four leglock[1]
  - Fireman's carry gutbuster,[1] algunas veces desde la segunda cuerda
  - Leg lariat[1][82][87]
  - Múltiples variaciones del suplex
    - Belly to back,[82][87][83][85] algunas veces desde el esquinero[84]
    - Cradle[87]
    - Double underhook[84][85]
    - German[84]
    - Northern Lights[85]
    - Snap[84]
    - Super[86]

  - Powerbomb[84][85]
  - Sitout double underhook powerbomb[1]
  - Sleeper hold[83]
  - Spinning wheel kick[1]
  - STF[83][84]
  - Surfboard[85]
  - Tilt-a-whirl backbreaker[1]

- Managers
  - Debra

- Luchadores entrenados
  - Alan Funk[88]
  - Bob Cook[88]
  - Bobby Blaze[88]
  - Brock Lesnar[88]
  - Bruiser Bradley[88]
  - Chad Collyer[88]
  - Chris Champion[88]
  - Christy Hemme[88]
  - David Adcock[88]
  - Geza Kalman Jr.[88]
  - Haystacks Calhoun Jr.[88]
  - Jamie Noble[88]
  - Jeremy Lopez[88]
  - Kane[88]
  - Ken Shamrock[88]
  - Kendo Kashin[88]
  - Kurt Beyer[88]
  - Marc Mero[88]
  - Mark Mercedes[88]
  - Mike Marcello[88]
  - Mike Shane[88]
  - Molly Holly[88]
  - Nick Dinsmore[88]
  - Paul Diamond[88]
  - Prince Iaukea[88]
  - Rey Ayala[88]
  - Sean Waltman[88]
  - Shelton Benjamin[88]
  - Tarus[88]
  - Thundercrackk[88]
  - Todd Shane[88]
  - Tony Mamaluke[88]

## Campeonatos y logros
- DDT Pro-Wrestling
  - Ironman Heavymetalweight Championship (1 vez)

- Extreme Championship Wrestling
  - ECW Television Championship (2 veces)[10]
  - ECW Tag Team Championship (1 vez)[11] - con Chris Benoit

- World Championship Wrestling
  - WCW Cruiserweight Championship (4 veces)[8]
  - WCW United States Heavyweight Championship (1 vez)[7]
  - WCW World Tag Team Championship (1 vez)[9] - con Chris Benoit

- World Wrestling Federation
  - WWF Light Heavyweight Championship (2 veces)[6]

- Otros títulos
  - ICWA Light Heavyweight Championship (1 vez)
  - SPW Heavyweight Championship (1 vez)

- Pro Wrestling Illustrated
  - Situado en el N.º 250 en los PWI 500 de 1991[89]
  - Situado en el N.º 309 en los PWI 500 de 1992[90]
  - Situado en el N.º 150 en los PWI 500 de 1993[91]
  - Situado en el N.º 191 en los PWI 500 de 1994[92]
  - Situado en el N.º 21 en los PWI 500 de 1995[93]
  - Situado en el N.º 13 en los PWI 500 de 1996[94]
  - Situado en el N.º 1 en los PWI 500 de 1997.[95]
  - Situado en el N.º 35 en los PWI 500 de 1998[96]
  - Situado en el N.º 21 en los PWI 500 de 1999[97]
  - Situado en el N.º 337 en los PWI 500 de 2000[98]
  - Situado en el N.º 111 en los PWI 500 de 2001[99]
- Wrestling Observer Newsletter
  - Feudo del Año (1995) vs. Eddie Guerrero
  - WON Mejor Técnica (1996, 1997)